# NGC 7548
NGC 7548 este o galaxie situată în constelația Pegas. A fost descoperită în 30 septembrie 1861 de către Heinrich Louis d'Arrest. Se află la o distanță de 108,55 megaparseci de Pământ.